# Quadratische Pyramidalzahl
Die quadratischen Pyramidalzahlen gehören zu den figurierten Zahlen, genauer zu den Pyramidalzahlen. Sie beziffern die Anzahlen von Kugeln, mit denen man eine Pyramide quadratischer Grundfläche bauen kann. Wie die folgende Abbildung es am Beispiel der vierten quadratischen Pyramidalzahl 30 zeigt, sind sie die Summen der ersten Quadratzahlen. 
Im Folgenden bezeichne {\displaystyle \operatorname {Pyr} _{4}(n)} die {\displaystyle n}-te quadratische Pyramidalzahl.
Es gilt
{\displaystyle \operatorname {Pyr} _{4}(n)=\sum _{i=1}^{n}i^{2}=1^{2}+2^{2}+3^{2}+4^{2}+\ldots n^{2}={\frac {n(n+1)(2n+1)}{6}}={\frac {2n^{3}+3n^{2}+n}{6}}}.
Die ersten quadratischen Pyramidalzahlen sind
0, 1, 5, 14, 30, 55, 91, 140, 204, 285, 385, … (Folge A000330 in OEIS)
Bei einigen Autoren ist die Null keine quadratische Pyramidalzahl, sodass die Zahlenfolge erst mit der Eins beginnt.

## Erzeugende Funktion
Die erzeugende Funktion der quadratischen Pyramidalzahlen lautet
{\displaystyle {\frac {x(x+1)}{(x-1)^{4}}}=\sum _{n=0}^{\infty }\operatorname {Pyr} _{4}(n)x^{n}=\mathbf {1} x+\mathbf {5} x^{2}+\mathbf {14} x^{3}+\mathbf {30} x^{4}+\mathbf {55} x^{5}+\ldots }

## Beziehungen zu anderen figurierten Zahlen, weitere Darstellungen
Es gilt
{\displaystyle \operatorname {Pyr} _{4}(n)={\binom {n+2}{3}}+{\binom {n+1}{3}}}
mit den Binomialkoeffizienten und
{\displaystyle \operatorname {Pyr} _{4}(n)={\frac {1}{4}}\operatorname {Pyr} _{3}(2n)}
mit den Tetraederzahlen {\displaystyle \operatorname {Pyr} _{3}(n)}.
Außerdem gilt mit {\displaystyle \Delta _{n}}, der {\displaystyle n}-ten Dreieckszahl:
{\displaystyle \operatorname {Pyr} _{4}(n)=\Delta _{n}+2\operatorname {Pyr} _{3}(n-1)}

## Verwandte figurierte Zahlen
- Die anderen Pyramidalzahlen, z. B. die Tetraederzahlen.
- Die Summe zweier aufeinanderfolgender quadratischer Pyramidalzahlen ist eine Oktaederzahl.

## Sonstiges
- 4900 ist neben dem Trivialfall 1 die einzige Zahl, die zugleich eine Quadratzahl und eine quadratische Pyramidalzahl ist: {\displaystyle \operatorname {Pyr} _{4}(24)=4900=70^{2}}. Dies wurde von G. N. Watson 1918 bewiesen.

- Die Summe der Kehrwerte aller quadratischen Pyramidalzahlen {\displaystyle \sum _{n=1}^{\infty }\operatorname {Pyr} _{4}(n)^{-1}} ist

{\displaystyle \sum _{n=1}^{\infty }{\frac {6}{n(n+1)(2n+1)}}=18-24\ln(2)=1{,}3644676665\ldots }   (Folge A159354 in OEIS)

## Herleitung der Summenformel
Die Differenz zweier aufeinander folgenden Quadratzahlen ist immer eine ungerade Zahl. Genauer gilt wegen {\displaystyle k^{2}-(k-1)^{2}=2k-1}, dass die Differenz zwischen der {\displaystyle k}-ten und {\displaystyle (k-1)}-ten Quadratzahl {\displaystyle 2k-1} beträgt. Damit erhält man das folgende Schema:
{\displaystyle {\begin{array}{ccccccccccccccc}0&&1&&4&&9&&16&&25&\ldots &(n-1)^{2}&&n^{2}\\&1&&3&&5&&7&&9&&\ldots &&2n-1&\end{array}}}
Eine Quadratzahl lässt sich somit als Summe ungerader Zahlen darstellen, d. h., es gilt {\displaystyle n^{2}=\sum _{i=1}^{n}(2i-1)}. Diese Summendarstellung wird nun benutzt, um die Summe der ersten {\displaystyle n} Quadratzahlen durch zu einem Dreieck arrangierte Menge ungerader Zahlen darzustellen. Die Summe aller im Dreieck auftretenden ungeraden Zahlen entspricht dabei genau der Summe der ersten {\displaystyle n} Quadratzahlen.
{\displaystyle {\begin{array}{rcccccccc}\scriptstyle 1^{2}\scriptstyle =\,\vline &1&&&&&&&\\\scriptstyle 2^{2}\scriptstyle =\,\vline &1&3&&&&&&\\\scriptstyle 3^{2}\scriptstyle =\,\vline &1&3&5&&&&&\\\scriptstyle 4^{2}\scriptstyle =\,\vline &1&3&5&7&&&&\\\scriptstyle 5^{2}\scriptstyle =\,\vline &1&3&5&7&9&&&\\\vdots \quad \vline &\vdots &&&&&\ddots &&\\\scriptstyle (n-1)^{2}\scriptstyle =\,\vline &1&\cdots &&&&\cdots &\scriptstyle 2n-3&\\\scriptstyle n^{2}\scriptstyle =\,\vline &1&\cdots &&&&\cdots &\scriptstyle 2n-3&\scriptstyle 2n-1\end{array}}}
Nun arrangiert man dieselben ungeraden Zahlen noch auf zwei andere Arten zu einem kongruenten Dreieck.
{\displaystyle {\begin{array}{cccccccc}\scriptstyle 2n-1&&&&&&\\\scriptstyle 2n-3&\scriptstyle 2n-3&&&&&\\\vdots &&\ddots &&&&\\9&\cdots &\cdots &9&&&&\\7&\cdots &\cdots &7&7&&&\\5&\cdots &\cdots &5&5&5\\3&\cdots &\cdots &3&3&3&3\\1&\cdots &\cdots &1&1&1&1&1\\\hline \scriptstyle =n^{2}&\scriptstyle =(n-1)^{2}&\cdots &\scriptstyle =5^{2}&\scriptstyle =4^{2}&\scriptstyle =3^{2}&\scriptstyle =2^{2}&\scriptstyle =1^{2}\end{array}}}    {\displaystyle {\begin{array}{cccccccc}1&&&&&&&\\3&1&&&&&&\\5&3&1&&&&&\\7&5&3&1&&&&\\9&7&5&3&1&&&\\\vdots &&&&&\ddots &&\\\scriptstyle 2n-3&\cdots &&&&\cdots &1&\\\scriptstyle 2n-1&\scriptstyle 2n-3&&&&\cdots &3&1\\\hline \scriptstyle =n^{2}&\scriptstyle =(n-1)^{2}&\cdots &\scriptstyle =5^{2}&\scriptstyle =4^{2}&\scriptstyle =3^{2}&\scriptstyle =2^{2}&\scriptstyle =1^{2}\end{array}}}
Legt man diese Dreiecke nun übereinander, dann ist die Summe jeder aus drei Zahlen bestehenden Säule immer konstant {\displaystyle 2n+1} und es gibt {\displaystyle 1+2+\ldots +n={\tfrac {n(n+1)}{2}}} solche Säulen. Somit beträgt die Summe aller ungeraden Zahlen der drei Dreiecke {\displaystyle {\tfrac {n(n+1)(2n+1)}{2}}} und dies ist genau das Dreifache der Summe der ersten {\displaystyle n} Quadratzahlen. Es gilt also:
{\displaystyle \operatorname {Pyr} _{4}(n)={\frac {n(n+1)(2n+1)}{6}}}